# اتحادیه فوتبال چین تایپه
فدراسیون فوتبال چین تایپه نهاد اداره‌کنندهٔ فوتبال در تایوان است. این نهاد در سال ۱۹۳۶ پایه‌گذاری شده و اکنون عضو کنفدراسیون فوتبال آسیا است. در حال حاضر ریاست این نهاد بر عهدهٔ لو چی تسونگ می‌باشد.